# 与那国空港

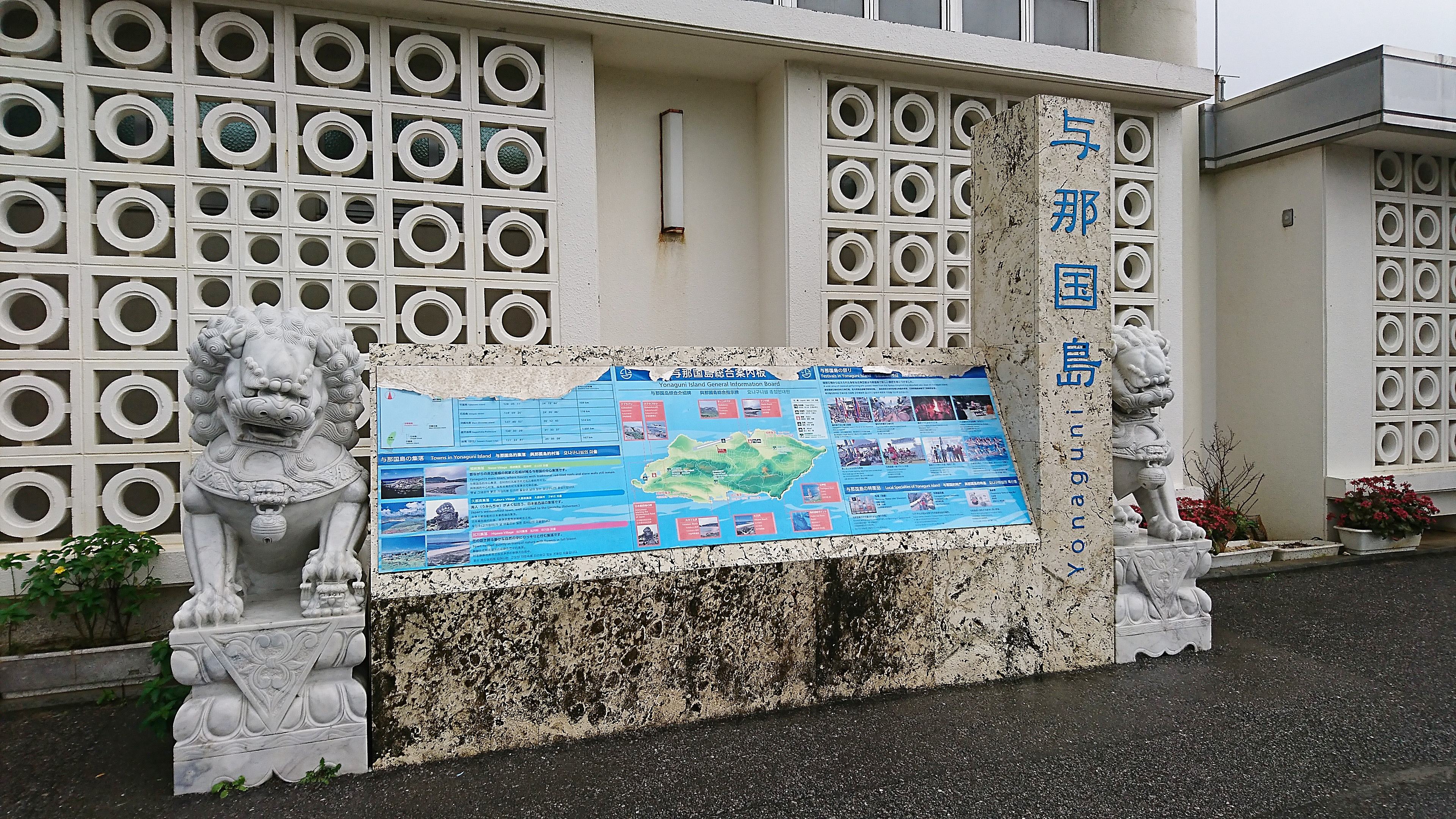
与那国空港のシーサー

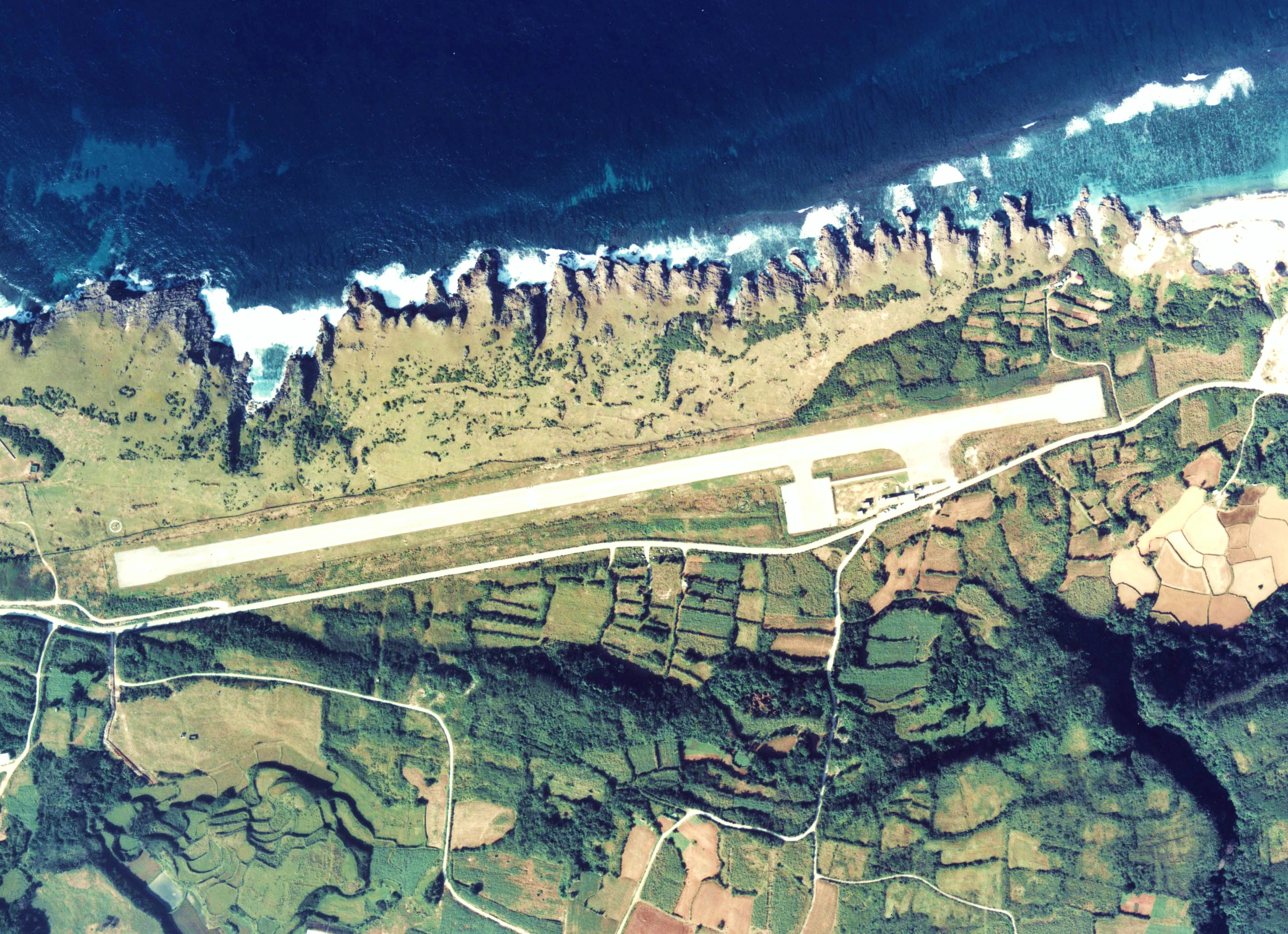
与那国空港付近の空中写真。（1977年撮影）
滑走路延長800 mの頃。

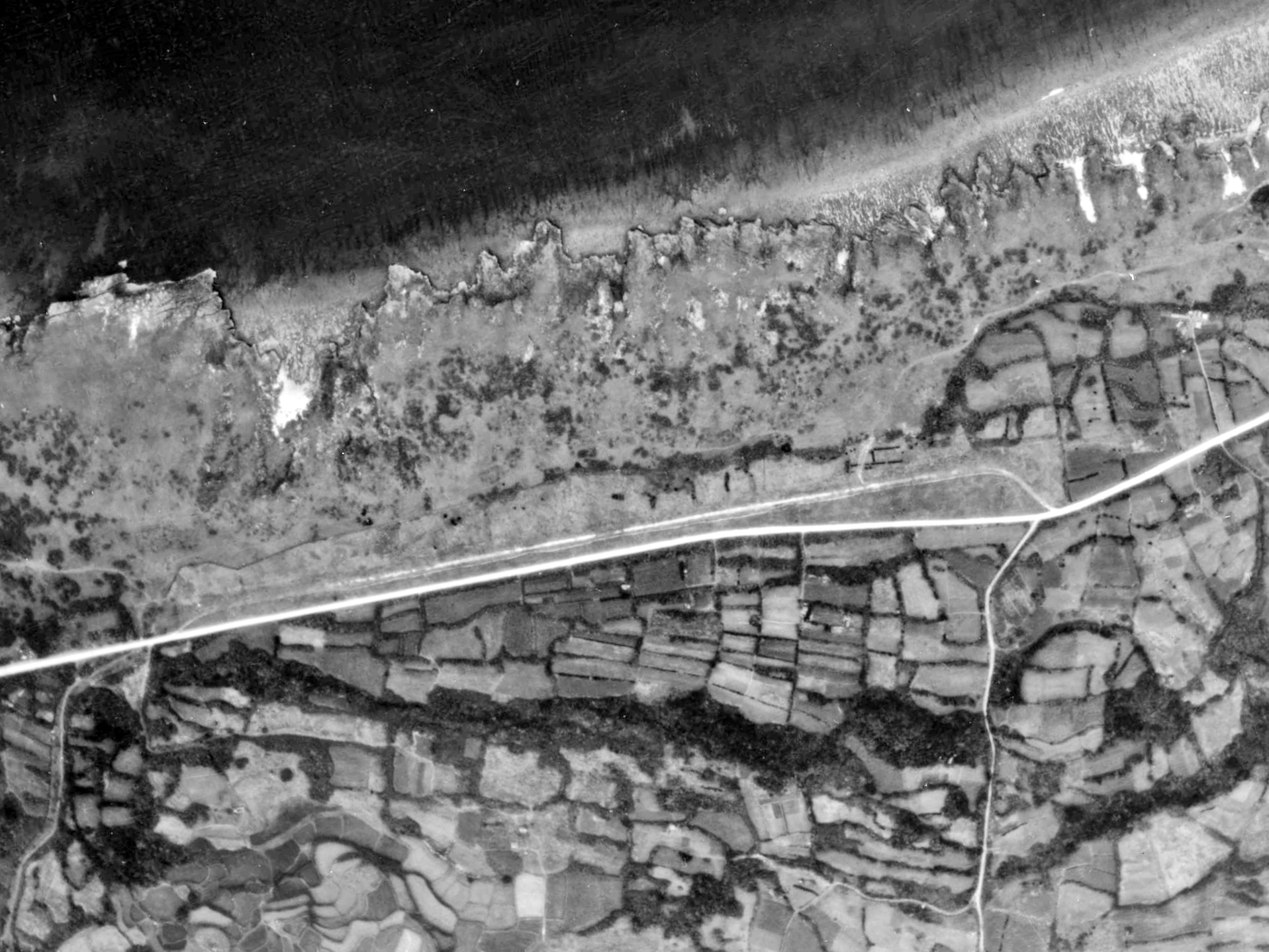
与那国空港付近の空中写真（1962年）
当時は転圧式のため、滑走路範囲を識別することは困難。

与那国空港（よなぐにくうこう、英: Yonaguni Airport）は、沖縄県八重山郡与那国町（与那国島）にある地方管理空港である。

## 概要
日本の空港で最西端に位置する。年間利用客数は、合計101,562人（2019年度）。
那覇及び石垣への定期便が就航している。また、2016年以降、国内チャーター便が就航しており（詳細は#沿革参照）、空港ではチャーター便に対応するため、全日本空輸から売却を受けてタラップやASU (Air Start Unit) などの地上支援機材の常駐を進めている。
日本の空港であるが、空域は台湾の台北FIR（飛行情報区）に所属する。日・台の取り決めにより、与那国空港を離着陸する航空機は福岡FIRが管制を行う。また、リモート管制により、離着陸する航空機は那覇空港の航空管制運航情報官と交信する。

## 沿革
- 1943年（昭和18年）6月 - 旧日本軍により建設される[1]（滑走路延長は800メートル）。
- 1958年（昭和33年）8月 - 民間航空の運航を開始する[1]。
- 1968年（昭和43年） - 9月に滑走路乳剤舗装工事などが完成し、12月にYS-11が就航する[1]。
- 1973年（昭和48年）2月27日 - 政令により第三種空港に指定[1]。
- 1975年（昭和50年）3月15日 - 本土復帰に伴い日本の航空法が適用され、滑走路近くにある製糖工場の煙突が同法の規定に抵触するため、滑走路を短縮運用し延長800メートルで供用を開始[1]（従来は米国法に準拠し、1,232メートルとされていた）。これにより、YS-11の就航が不可能となる。
- 1985年（昭和60年）2月12日 - 滑走路延長をYS-11に対応する1,500メートルに延伸し供用開始[1]。
- 1999年（平成11年）7月15日 - 滑走路の舗装を強化し暫定ジェット化供用を開始し[1]、ボーイング737が就航する（ただし、定員がYS-11の64名から130名に増えたため、従来の1日2往復から1往復に減便となった）。日本トランスオーシャン航空 (JTA) のYS-11は、当空港と石垣空港を結ぶ968便を最後に退役した。
- 2000年（平成12年）7月21日 - 琉球エアーコミューター (RAC) が那覇 - 与那国線、石垣 - 与那国線を開設する（いずれもDHC-8で週3日運航。これにより週3日ながら航空機による石垣島との日帰り旅行が再び可能になった[6][7]。後に週4日に増便）。
- 2007年（平成19年）
  - 3月15日 - 予定より5か月遅れ[8]で、滑走路延長が2,000メートルに延伸され供用を開始する[9]。
  - 10月4日 - 立栄航空による台北へのチャーター便が運航される[10]。
- 2008年（平成20年）7月4日 - 復興航空による花蓮へのチャーター便が運航される[11]。
- 2013年（平成25年）1月7日 - この日をもってJTAによる定期便の運航が終了。翌1月8日からRACが石垣線を増便するとともに、那覇線を開設[12]。
- 2016年（平成28年）3月22日 - フジドリームエアラインズによる静岡空港からのチャーター便が運航される[13]（2016年中に計3便運航）。同社はその後も日本各地からのチャーター便を運航している[14]。

### JTA撤退の地元への影響と反応
2012年（平成24年）、JTAの構造改革に伴う路線再編として与那国空港からの同社の撤退およびRACによる代替運航が発表されて以降、地元からは供給席数および積載貨物容量の減少に伴う経済への影響を懸念する声があることが報じられた。
供給席数についてはRACが使用する機材の定員が少ないことから、石垣線については1日あたり3便に増便するものの供給座席数が4割程度減少する。また、貨物の輸送力減少の一例として、特産品であるカジキについて従来は1便あたり10本程度積載可能（JTA便によるボーイング737型機の場合）であったものが2本に制限され「すべて運べない」（JTA役員）とされる。また、石垣島から航空機による日帰りが可能となることについて、地元住民の利便性が増す反面、観光客が日帰りすることで宿泊客が減少するのではないかとの懸念も報じられた。与那国町長の外間守吉は、JTA便の復活を求めるとコメントした。一方、那覇線については従来の週4便運航から毎日運航に変更となった。なお、石垣線の2012年度上半期における搭乗率は44%であった。
2016年（平成28年）、RACは現在使用している機材のカーゴコンビ（客貨混合型）であるQ400CCを4月15日より与那国線で運用することを発表した。この機材はこれまでの機材と比べ貨物積載量が2.5倍になっており、カジキについても5本まで積むことが可能となった。また、定員もこれまでの39人から11人多い50人となっている。

## 施設
- 与那国VORDME/ローカライザーが整備されているものの、管理官所は、那覇空港事務所システム運用管理センターである。

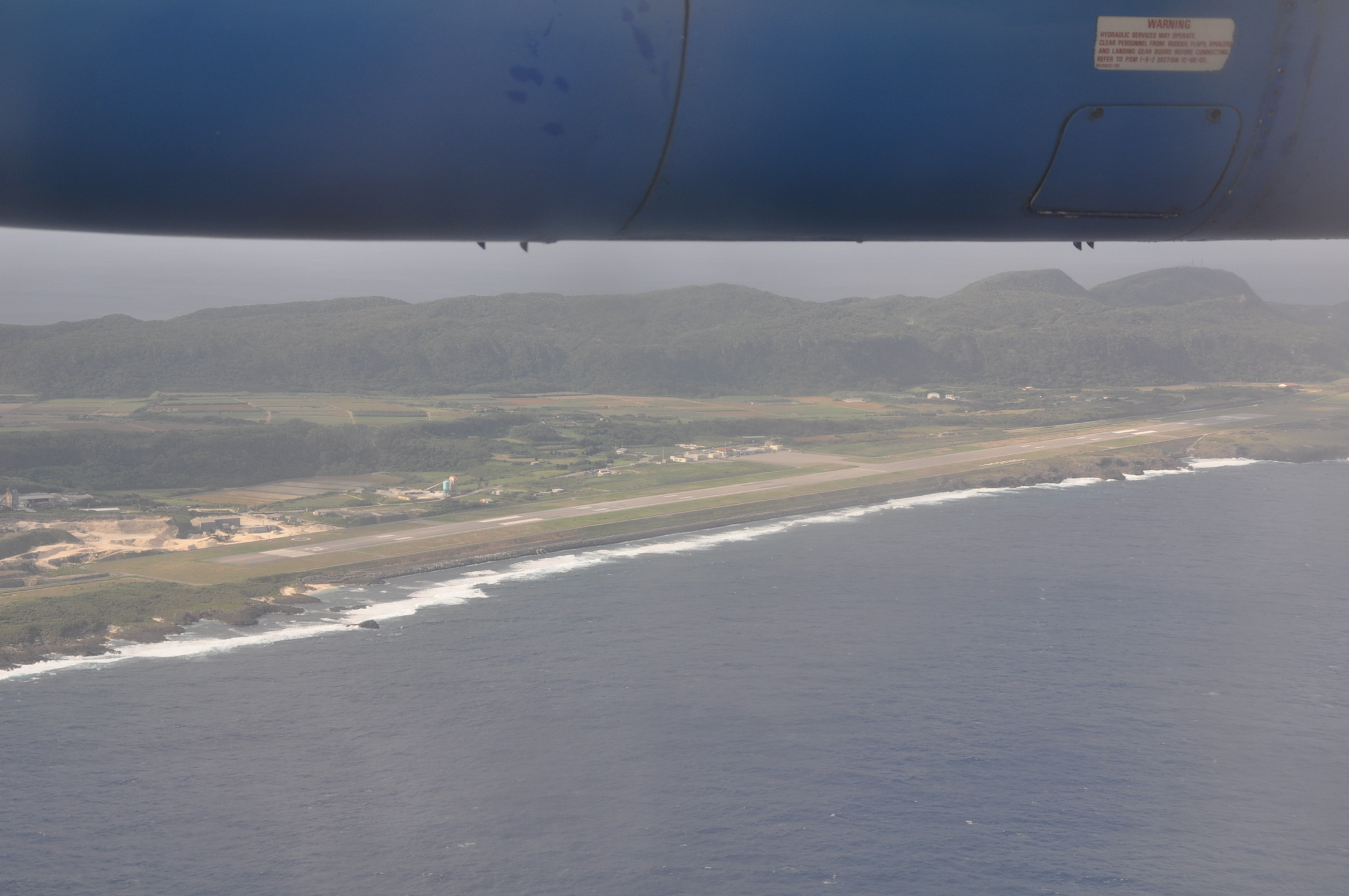
与那国空港（空撮）
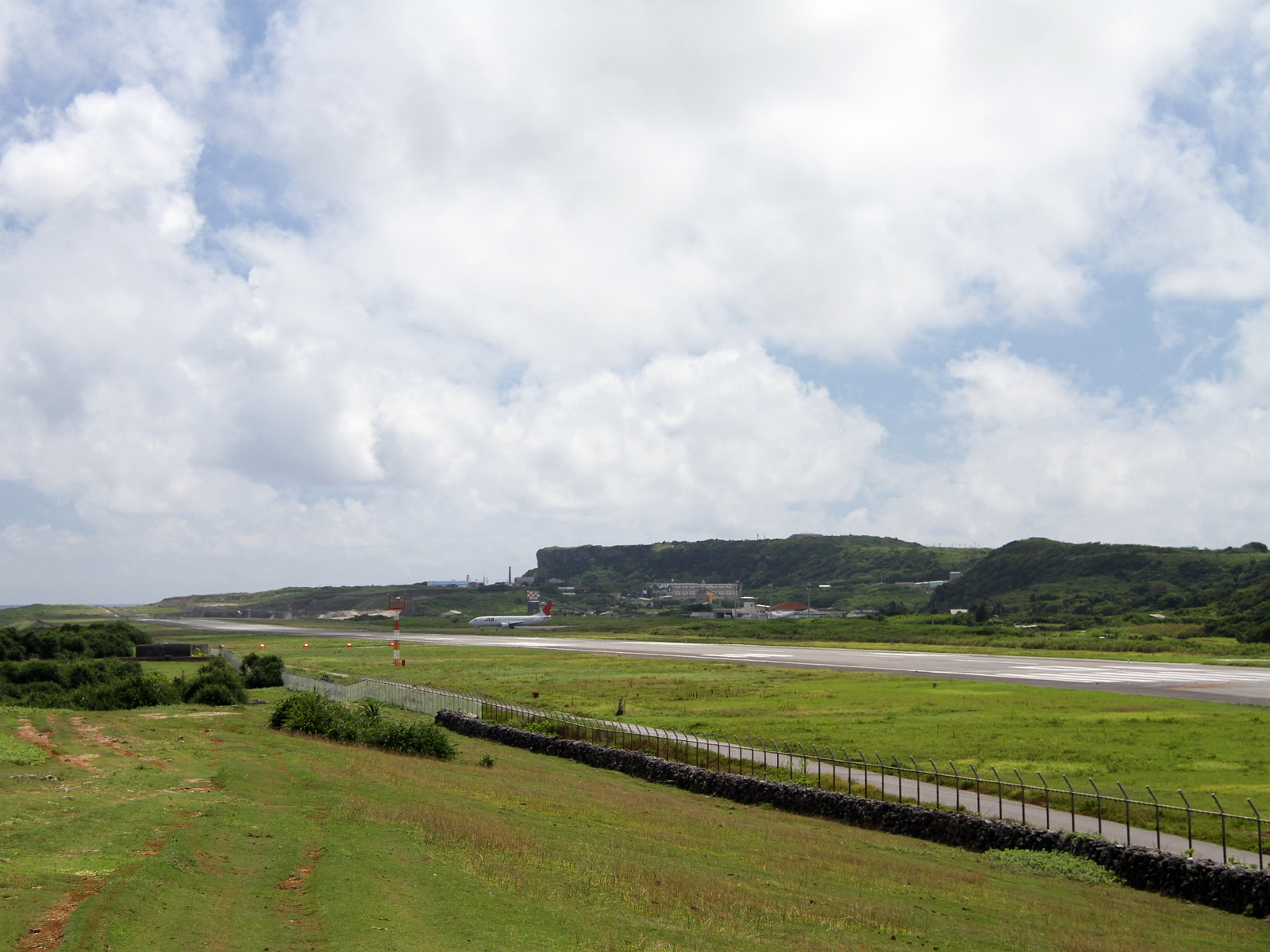
滑走路全景
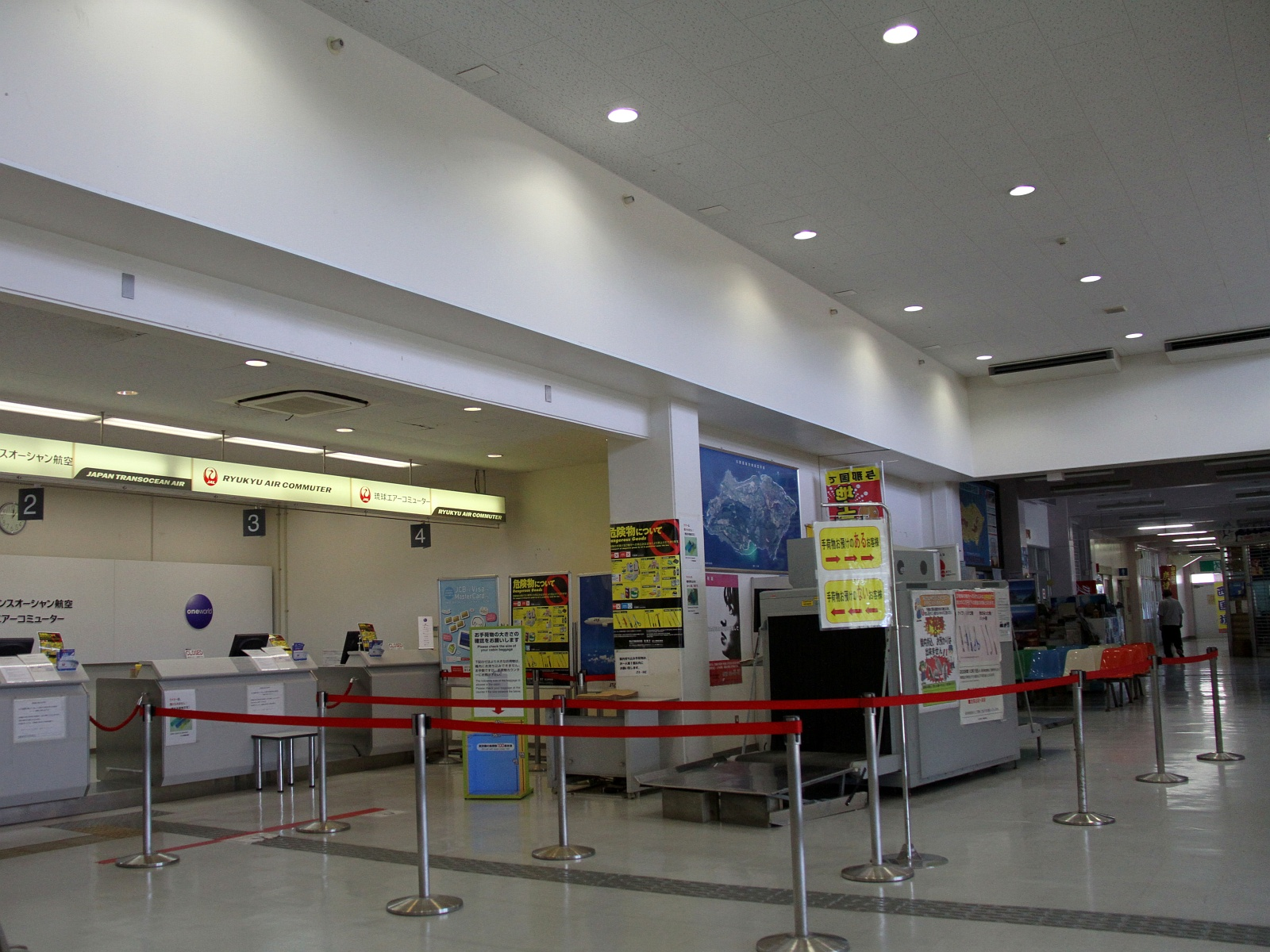
ターミナル内部
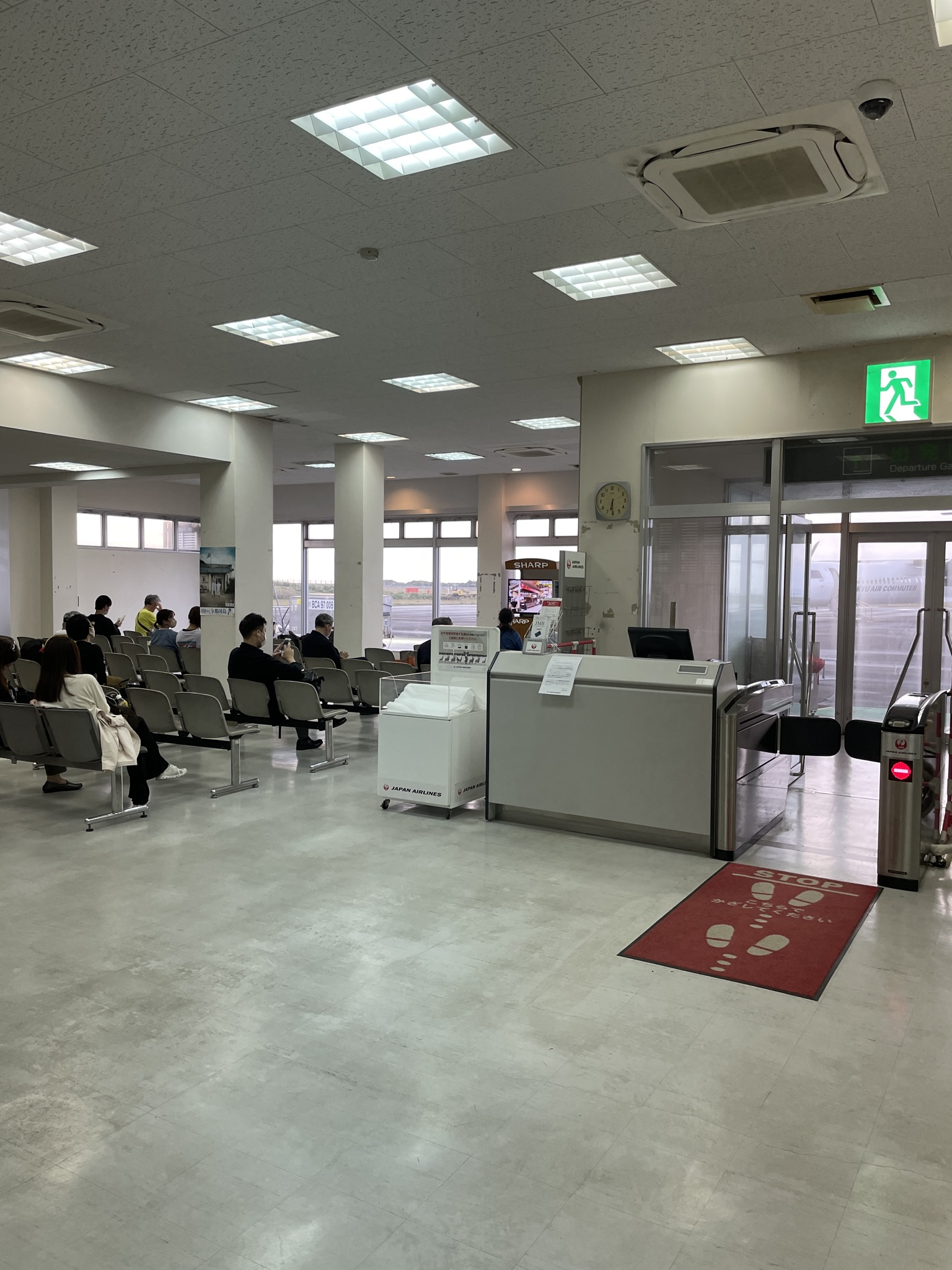
搭乗口と待合室
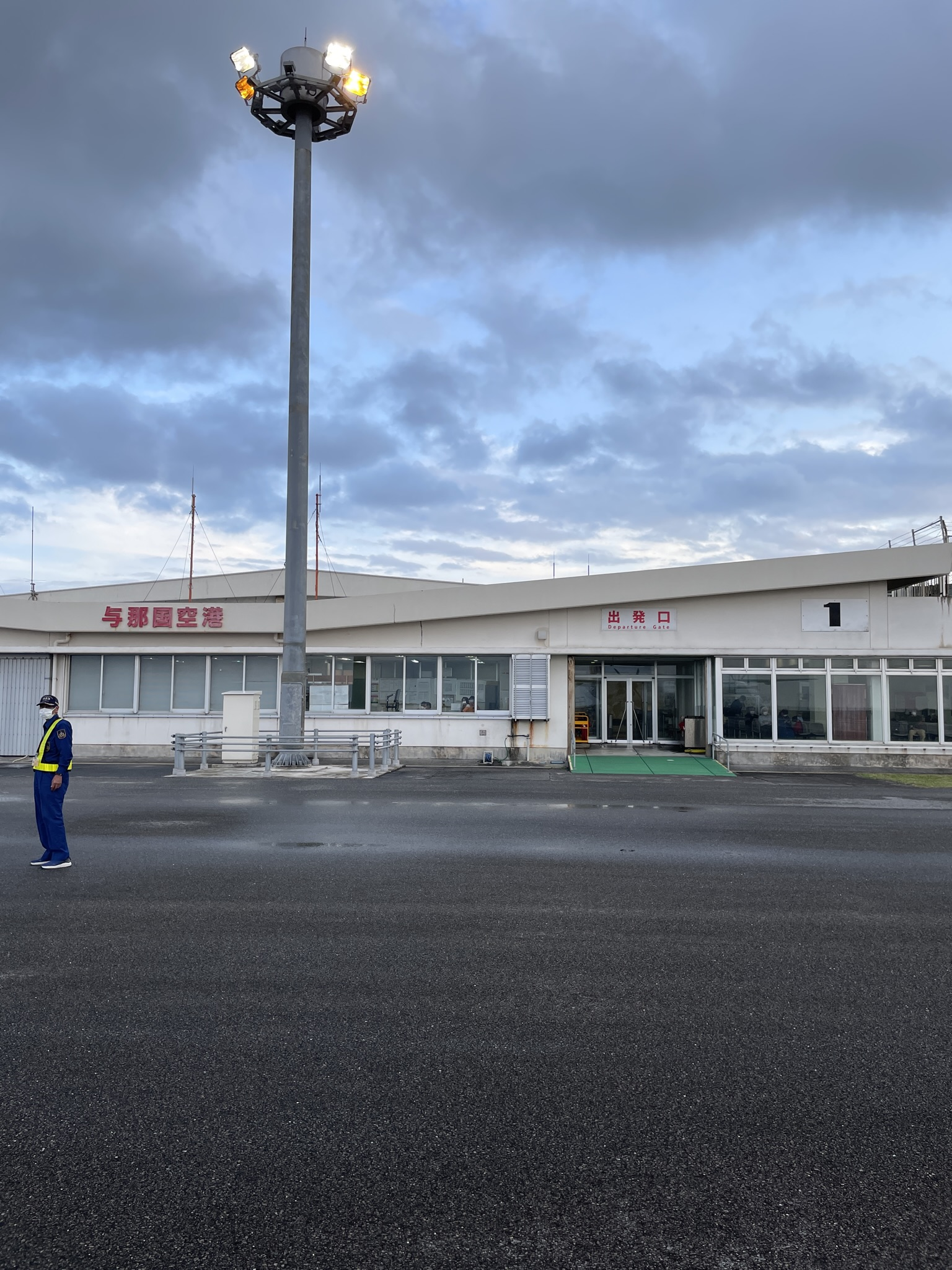
ターミナルビル（制限エリア内）

## 就航路線
琉球エアーコミューター (RAC)
- 那覇空港（那覇行:1本/日、那覇発2本/日）
- 石垣空港（石垣行:4本/日、石垣発3本/日）

いずれもDHC-8-400型機で運航される。
かつては日本トランスオーシャン航空 (JTA) も運航していた。

## 交通
最西端観光が町の委託を受けて島内各地を結ぶ路線バス（運賃無料）を運行しており、そのうち6便が当空港を経由する（2018年12月1日時点）。